# Letovicite
La letovicite est un minéral rare de la famille des sulfates, de formule chimique (NH4)3H(SO4)2. Elle cristallise dans le système triclinique et ses cristaux sont incolores ou blancs.
La letovicite se forme lors de la combustion de déchets de charbon, mais se dépose aussi dans les sources chaudes. On l'a décrite pour la première fois à Letovice (Moravie du sud, Tchéquie), en 1932. 